# یتترون
یتترون (به سوئدی: Ytterån) یک منطقهٔ مسکونی در سوئد است که در بخش کروکام واقع شده‌است. یتترون ۱٫۰۳ کیلومتر مربع مساحت و ۲۰۴ نفر جمعیت دارد.